# Songs of Love And Hate
Songs of Love and Hate es el tercer álbum de Leonard Cohen, puesto a la venta en 1971, y reeditado en 2007 en formato digipack con un tema extra.
El título hace referencia al estado de ánimo del cantautor, que presenta aquí uno de sus álbumes más oscuros y emocionales. Como su anterior disco, fue grabado en Nashville por Bob Johnston. Solo alcanzó la posición 145 del Billboard.
Entre las canciones que contiene, se encuentra "Avalanche", que había aparecido anteriormente como poema en su libro Parásitos del paraíso (1966). Posteriormente fue versionada por Nick Cave, en su disco From Her to Eternity.
Otra de las canciones destacadas del álbum, y que también ha sido interpretada por diversidad de artistas, es "Famous Blue Raincoat".
Todas las canciones están compuestas por Leonard Cohen.

## Listado de temas
1. "Avalanche" – 5:07
2. "Last Year's Man" – 6:02
3. "Dress Rehearsal Rag" – 6:12
4. "Diamonds in the Mine" – 3:52
5. "Love Calls You by Your Name" – 5:44
6. "Famous Blue Raincoat" – 5:15
7. "Sing Another Song, Boys" – 6:17
8. "Joan of Arc" – 6:29

### Pistas adicionales de la reedición del 2007
1. "Dress Rehearsal Rag" (descarte de las sesiones de Songs from a Room en 1968) – 5:37

## Personal
- Leonard Cohen: Guitarra acústica y voces.

- Corlynn Hanney: Coro.

- Susan Mussman: Coro.

- Ron Cornelius: Guitarras eléctricas y acústicas.

- Charlie Daniels: Guitarra acústica, bajo y violín.

- Bubba Fowler: Guitarra acústica, bajo y banjo.

- Bob Johnston: Piano y producción.

- La Academia de Corona, Londres: Coro de niños (en "Dress Rehearsal Rag").

- Michael Sahl: Sesión de cuerdas (en "Last Year´s Man").

- Paul Buckmaster: Arreglos y dirección de sesión de cuerdas y bronces.